# Syneurycope affinis
Syneurycope affinis is een pissebed uit de familie Munnopsidae. De wetenschappelijke naam van de soort is voor het eerst geldig gepubliceerd in 1970 door Yakov Avadievich Birstein.